# Eleaterne
Eleaterne var en skole af førsokratiske filosoffer fra den græske koloni Elea i Italien. Gruppen blev etableret i tidlige femte århundrede f.Kr. af Parmenides. Andre medlemmer af skolen var blandt andre Zenon fra Elea og Melissos fra Samos. Xenofanes regnes undertiden også med til denne gruppe, selvom der er en vis uenighed om dette. Elea, hvis nutidige betegnelse er Velia, var en græsk koloni beliggende i det nuværende Campania i det sydlige Italien.

## Historie
Skolen tog sig navn fra Elea (oldgræsk: Ἐλέα), en græsk by i det sydlige Italien og hjemsted for dets vigtigste eksponenter Parmenides og Zenon. Dens grundlag tilskrives ofte Xenofanes fra Kolofon, men selvom der er meget i hans spekulationer, der var en del af den senere eleatiske doktrin, er det sandsynligvis mere korrekt at betragte Parmenides som grundlæggeren af skolen.
Parmenides udviklede nogle af Xenofanes' metafysiske idéer, herunder Xenofanes' ånd af fri tanke. Efterfølgende debatterede skolen muligheden for bevægelse og andre lignende grundlæggende spørgsmål. Skolens arbejde havde indflydelse på platonisk metafysik.

## Filosofi
Eleaterne afvistede den erkendelsesmæssige validitet af sanseoplevelse og antog i stedet, at logiske standarder for klarhed og nødvendighed var sandhedens kriterier. Blandt medlemmer byggede Parmenides og Melissos argumenter ud fra sunde præmisser. Zenon derimod anvendte primært reductio ad absurdum og forsøgte at ødelægge andres argumenter ved at vise, at deres præmisser førte til modsætninger (Zenos paradokser).[kilde mangler]
Eleaternes hoveddoktriner blev udviklet i modsætning til teorierne fra de tidlige fysikalistiske filosoffer, der forklarede al eksistens i form af primært stof og i tråd med Heraklits teori, der erklærede, at al eksistens kan opsummeres som evig forandring. Eleaterne fastholdt, at tingenes sande forklaring ligger i opfattelsen af universel enhed af væren. Sanserne kunne ifølge deres doktrin ikke kende til denne enhed, fordi deres rapporter er inkonsekvente; det er ved tanken alene, at vi kan passere ud over de falske forekomster af sans og nå frem til viden om væren, til den grundlæggende sandhed, at "Alt er ét". Desuden kan der ikke være nogen skabelse, for væren kan ikke komme fra ikke-væren, fordi en ting ikke kan opstå fra det, der er anderledes end det. De argumenterede for, at fejl på dette punkt normalt opstår fra den tvetydige brug af verbet at være, hvilket kan indebære faktisk fysisk eksistens eller blot være den sproglige kopula, der forbinder subjekt og prædikat.
Selvom den eleatiske skole endte med Melissos fra Samos (fl. c. 450 f.v.t), og eleaternes konklusioner blev afvist af de senere præsokrater og Aristoteles, blev deres argumenter taget alvorligt, og de krediteres generelt for at forbedre standarderne for diskurs og argumentation i deres tid. Deres indflydelse var ligeledes langvarig; Gorgias, en sofist, argumenterede i stil med eleaterne i Om Naturen og Hvad der Ikke er, og Platon anerkendte dem i Parmenides, Sofisten og Statsmanden. Desuden lånte meget af den senere filosofi i den antikke periode fra eleaternes metoder og principper.[kilde mangler]